# باربارا بریتن
باربارا بریتن (انگلیسی: Barbara Britton؛ ۲۶ سپتامبر ۱۹۱۹ – ۱۷ ژانویهٔ ۱۹۸۰) یک هنرپیشه اهل ایالات متحده آمریکا بود. وی بین سال‌های ۱۹۴۱ تا ۱۹۸۰ میلادی فعالیت می‌کرد.
از فیلم‌ها یا برنامه‌های تلویزیونی که وی در آن نقش داشته است می‌توان به جزیره بیداری اشاره کرد.